# لودفيغ ليخهارت
كان فريدريش فيلهلم لودفيغ ليخهارت (23 أكتوبر 1813 – حوالي 1848) مستكشفًا وعالمًا طبيعيًا ألمانيًا، اشتهر باستكشافه منطقة شمال ووسط أستراليا.

## بداية حياته
وُلد ليخهارت في 23 أكتوبر 1813 في قرية سابرودت الصغيرة الواقعة بالقرب من قرية تريباتش، وهي اليوم جزء من تاوش في مقاطعة براندنبورغ البروسية (الآن موجودة داخل جمهورية ألمانيا الاتحادية). هو الابن الرابع والسادس بين ثمانية أبناء لكريستيان هيرونيموس ماتياس ليخهارت، وزوجته شارلوت صوفي (قبل الزواج: ستراهلوف). عمل والده مزارعًا وضابطًا ملكيًا. بين عامي 1831 و1836 درس ليتشاردت الفلسفة واللغة والعلوم الطبيعية في جامعتي غوتينغن وهومبولت في برلين ولكنه لم يحصل على شهادة جامعية. انتقل إلى إنجلترا عام 1837، وتابع دراسته للعلوم الطبيعية في أماكن مختلفة، بما في ذلك المتحف البريطاني في لندن، وحديقة النباتات في باريس، وتولى عملًا ميدانيًا في عدة دول أوروبية، منها: فرنسا وإيطاليا وسويسرا.

## الاستكشاف

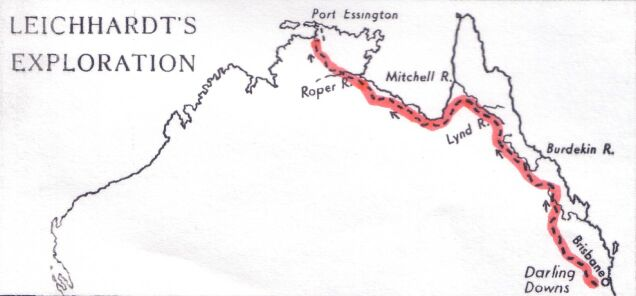
بعثة ليخهارت الأولى

في 14 فبراير 1842، سافر ليخهارت إلى أستراليا لاستكشاف مناطقها الداخلية، وكان يأمل في الحصول على منصب حكومي ضمن مجالات اهتمامه. في سبتمبر 1842، ذهب إلى وادي نهر هنتر شمال سيدني لدراسة الجيولوجيا والنباتات والحيوانات والطرق الزراعية في المنطقة. ثم انطلق بمفرده في رحلة لجمع العينات من نيوكاسل في نيو ساوث ويلز إلى خليج موريتون في كوينزلاند.
بعد عودته إلى سيدني في بداية عام 1844، كان ليخهارت يأمل في المشاركة في حملة استكشافية برعاية الحكومة من خليج موريتون إلى بورت إيسينغتون (300 كيلومتر شمال داروين)، لاحقًا، ألغيت خطط هذه الحملة، فقرر ليخهارت تنظيمها بنفسه رفقة متطوعين وبتمويل خاص. غادر سيدني مع فريقه في أغسطس 1844 للإبحار إلى خليج موريتون، حيث انضم أربعة آخرون إليهم. غادرت البعثة في 1 أكتوبر 1844 من جيمبور هومستيد، وهي أبعد نقطة مسكونة في كوينزلاند دارلينغ داونز. خلال هذه الرحلة، سمى ليخهارت اسم جدول الإيمو، بعد إطلاق النار على عدد من طيور الإيمو في مكان قريب، وهو الاسم الذي اتخذته لاحقًا محطة ماشية كبيرة ما تزال موجودة حتى الآن.
بعد رحلة برية طولها 4800 كيلومتر تقريبًا (3000 ميل)، وصل ليخهارت إلى بورت إيسينغتون في 17 ديسمبر 1845. عاد إلى سيدني بالقارب، ووصل في 25 مارس 1846 وحظي باستقبال حافل. يصف ليخهارات رحلته هذه في مذكرات باسم رحلة استكشافية فوق الأرض في أستراليا، من خليج موريتون إلى بورت إيسينغتون، مسافة تزيد عن 3000 ميل، خلال عامي 1844 و1845.
يمكن العثور على نصب تذكاري لجون جيلبرت أحد رفاق ليخهارت في هذه الرحلة على الجدار الشمالي لكنيسة القديس جيمس في سيدني، كتب عليه: «إحياء لذكرى جون جيلبرت، عالم الطيور، الذي طعنه السود برمح في 29 يونيو 1845 خلال أول رحلة برية إلى بورت إسينغتون قام بها الدكتور لودفيغ ليخهارت ورفاقه.
وبدأت الحملة الاستكشافية الثانية لليخهارت في ديسمبر 1846، والتي تميزت بمنحة حكومية واشتراكات خاصة كبيرة. كان من المفترض أن تبدأ من دارلي نج داونز إلى الساحل الغربي لأستراليا وصولًا إلى نهر سوان وبرث. لكن وبعد قطع 800 كم فقط، اضطر فريق الرحلة إلى العودة في يونيو 1847 بسبب الأمطار الغزيرة وحمى الملاريا والمجاعة. بعد شفائه من الملاريا قضى ليخهارت ستة أسابيع في عام 1847 في فحص مجرى نهر كوندامين، جنوب كوينزلاند، والبلاد بين طريق حملة أخرى بقيادة السير توماس ميتشيل عام 1846 وطريقه الخاص الذي غطى حوالي 1000 كيلومتر.